# Lapenne
Lapenne (La Pena en occitan languedocien) est une commune française, située dans le nord-est du département de l'Ariège en région Occitanie. Sur le plan historique et culturel, la commune fait partie du Lauragais, l'ancien « Pays de Cocagne », lié à la fois à la culture du pastel et à l’abondance des productions, et de « grenier à blé du Languedoc ».
Exposée à un climat océanique altéré, elle est drainée par l'Hers-Vif, le ruisseau de Gorgues, Nom inconnu et par divers autres petits cours d'eau. La commune possède un patrimoine naturel remarquable : un site Natura 2000 (« Garonne, Ariège, Hers, Salat, Pique et Neste ») et quatre zones naturelles d'intérêt écologique, faunistique et floristique.
Lapenne est une commune rurale qui compte 120 habitants en 2022, après avoir connu un pic de population de 810 habitants en 1851. Elle fait partie de l'aire d'attraction de Pamiers. Ses habitants sont appelés les Lapennois ou Lapennoises.
Le patrimoine architectural de la commune comprend un immeuble protégé au titre des monuments historiques : l'église Saint-Jean-Baptiste, classée en 1921.

## Géographie

### Localisation
1. Carte dynamique
2. Carte Openstreetmap
3. Carte topographique
4. Carte avec les communes environnantes

La commune de Lapenne se trouve dans le département de l'Ariège, en région Occitanie.
Commune du piémont pyrénéen située à l'est de Pamiers, Lapenne se situe à la jonction entre la Plaine d'Ariège à l'ouest, et les collines de la Piège à l'est. Elle est limitrophe avec le département de l'Aude.
Sur le plan historique et culturel, Lapenne fait partie du Lauragais, occupant une vaste zone, autour de l’axe central que constitue le canal du Midi, entre les agglomérations de Toulouse au nord-ouest et Carcassonne au sud-est et celles de Castres au nord-est et Pamiers au sud-ouest. C'est l'ancien « Pays de Cocagne », lié à la fois à la culture du pastel et à l’abondance des productions, et de « grenier à blé du Languedoc ».
Elle se situe à 23 km à vol d'oiseau de Foix, préfecture du département, à 12 km de Pamiers, sous-préfecture, et à 12 km de Mirepoix, bureau centralisateur du canton de Mirepoix dont dépend la commune depuis 2015 pour les élections départementales.
La commune fait en outre partie du bassin de vie de Pamiers.
Les communes les plus proches sont : 
Saint-Félix-de-Tournegat (1,6 km), Trémoulet (2,8 km), La Bastide-de-Lordat (3,1 km), Gaudiès (3,6 km), Ludiès (4,2 km), Saint-Amadou (4,4 km), Le Carlaret (4,5 km), Vals (5,6 km).
Les communes limitrophes sont La Bastide-de-Lordat, Gaudiès, Manses, Mirepoix, Saint-Félix-de-Tournegat, Trémoulet et Plaigne.
| Gaudiès              | Belpech (Aude, par un quadripoint) | Plaigne (Aude) |
| Trémoulet            | Lapenne                            | Mirepoix       |
| La Bastide-de-Lordat | Saint-Félix-de-Tournegat           | Manses         |

### Géologie et relief
La commune est située dans le Bassin aquitain, le deuxième plus grand bassin sédimentaire de la France après le Bassin parisien, certaines parties étant recouvertes par des formations superficielles. Les terrains affleurants sur le territoire communal sont constitués de roches sédimentaires datant du Cénozoïque, l'ère géologique la plus récente sur l'échelle des temps géologiques, débutant il y a 66 millions d'années. La structure détaillée des couches affleurantes est décrite dans les feuilles « n°1057 - Pamiers » et « n°1058 - Mirepoix » de la carte géologique harmonisée au 1/50 000ème du département de l'Ariège, et leurs notices associées,.
La superficie cadastrale de la commune publiée par l’Insee, qui sert de références dans toutes les statistiques, est de 21,57 km2,. La superficie géographique, issue de la BD Topo, composante du Référentiel à grande échelle produit par l'IGN, est quant à elle de 22,05 km2.  L'altitude du territoire varie entre 244 m et 410 m.

### Hydrographie

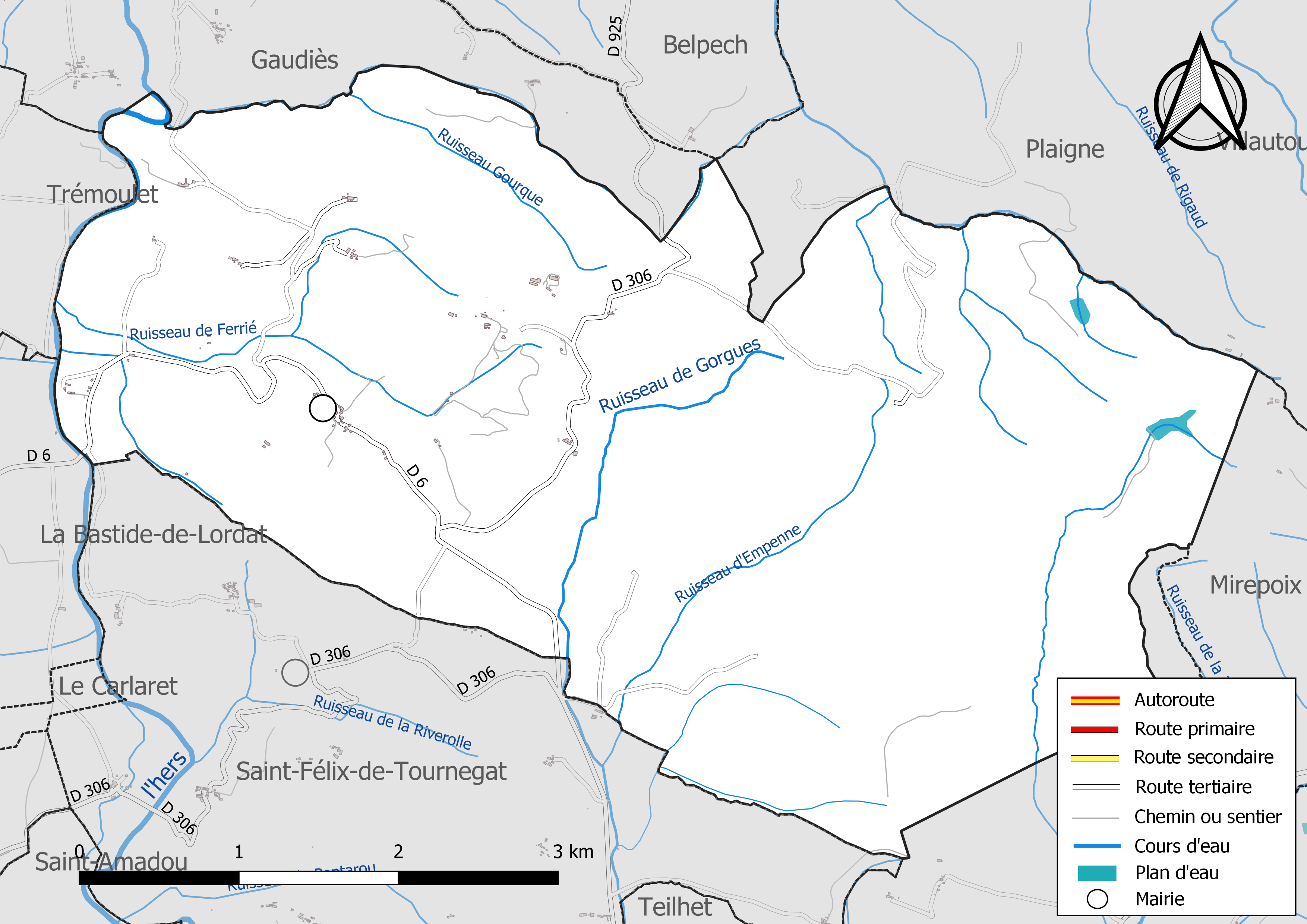
Réseaux hydrographique et routier de Lapenne.

La commune est dans le bassin versant de la Garonne, au sein du bassin hydrographique Adour-Garonne. Elle est drainée par l'Hers-Vif, le ruisseau de Gorgues, le ruisseau de Ferrié, le ruisseau d'Empenne le ruisseau Gourque et par divers petits cours d'eau, constituant un réseau hydrographique de 27 km de longueur totale,.
L'Hers-Vif, d'une longueur totale de 134,9 km, prend sa source dans la commune de Prades et s'écoule du sud vers le nord. Il traverse la commune et se jette dans l'Ariège à Cintegabelle, après avoir traversé 41 communes.

### Climat
Pour des articles plus généraux, voir Climat de l'Occitanie et Climat de l'Ariège.
En 2010, le climat de la commune est de type climat méditerranéen altéré, selon une étude s'appuyant sur une série de données couvrant la période 1971-2000. En 2020, Météo-France publie une typologie des climats de la France métropolitaine dans laquelle la commune est dans une zone de transition entre le climat océanique altéré et le climat de montagne et est dans la région climatique Pyrénées centrales, caractérisée par une pluviométrie annuelle de 1 000 à 1 200 mm.
Pour la période 1971-2000, la température annuelle moyenne est de 12,8 °C, avec une amplitude thermique annuelle de 15,7 °C. Le cumul annuel moyen de précipitations est de 829 mm, avec 9,7 jours de précipitations en janvier et 5,8 jours en juillet. Pour la période 1991-2020, la température moyenne annuelle observée sur la station météorologique la plus proche, située sur la commune de Montaut à 10 km à vol d'oiseau, est de 13,7 °C et le cumul annuel moyen de précipitations est de 677,1 mm,. Pour l'avenir, les paramètres climatiques de la commune estimés pour 2050 selon différents scénarios d'émission de gaz à effet de serre sont consultables sur un site dédié publié par Météo-France en novembre 2022.

### Milieux naturels et biodiversité

#### Réseau Natura 2000

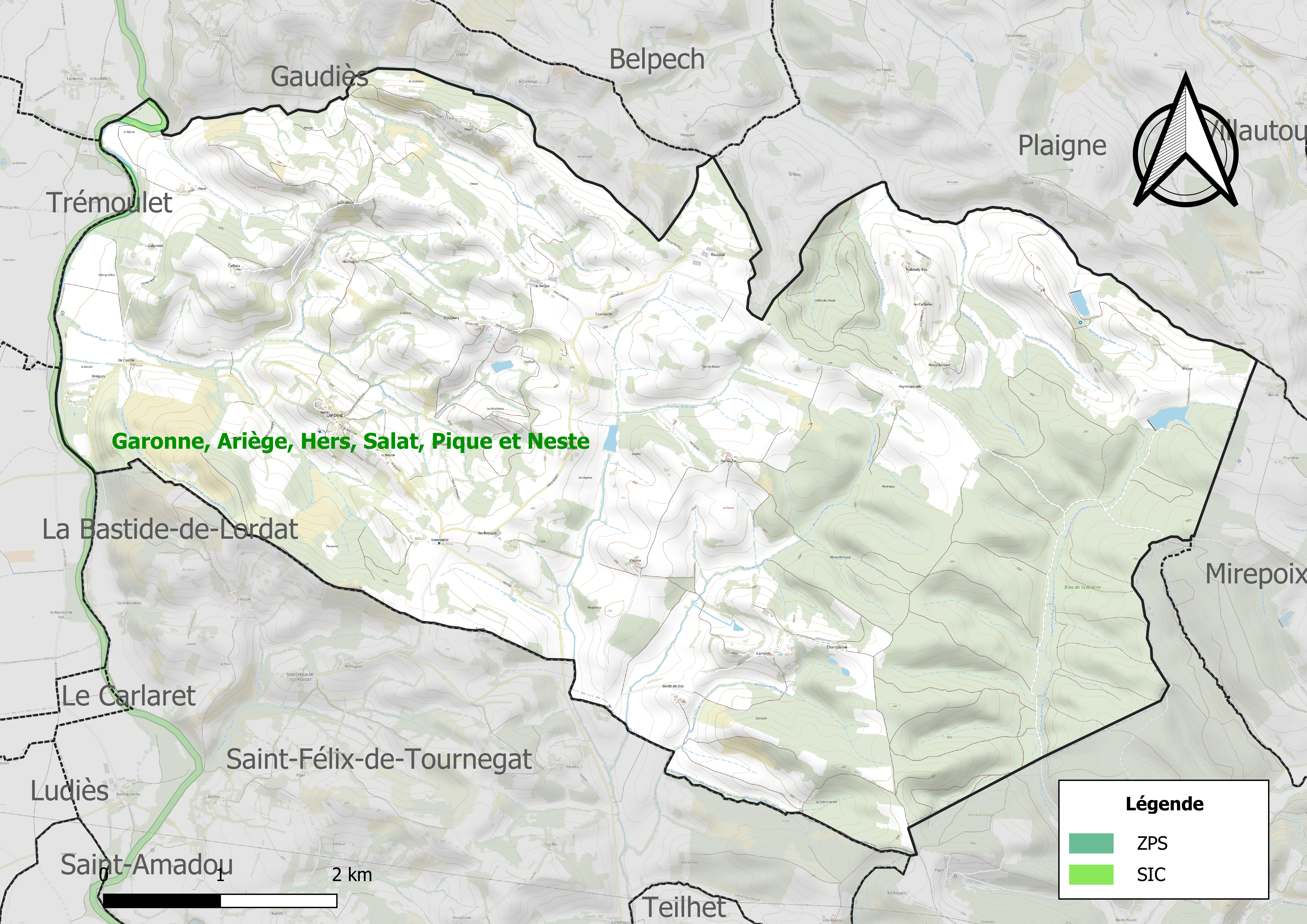
Site Natura 2000 sur le territoire communal.

Le réseau Natura 2000 est un réseau écologique européen de sites naturels d'intérêt écologique élaboré à partir des directives habitats et oiseaux, constitué de zones spéciales de conservation (ZSC) et de zones de protection spéciale (ZPS).
Un site Natura 2000 a été défini sur la commune au titre de la directive habitats : « Garonne, Ariège, Hers, Salat, Pique et Neste », d'une superficie de 9 581 ha, un réseau hydrographique pour les poissons migrateurs, avec des zones de frayères actives et potentielles importantes pour le Saumon en particulier qui fait l'objet d'alevinages réguliers et dont des adultes atteignent déjà Foix sur l'Ariège.

#### Zones naturelles d'intérêt écologique, faunistique et floristique
L’inventaire des zones naturelles d'intérêt écologique, faunistique et floristique (ZNIEFF) a pour objectif de réaliser une couverture des zones les plus intéressantes sur le plan écologique, essentiellement dans la perspective d’améliorer la connaissance du patrimoine naturel national et de fournir aux différents décideurs un outil d’aide à la prise en compte de l’environnement dans l’aménagement du territoire.
Deux ZNIEFF de type 1 sont recensées sur la commune :
les « coteaux de Gaudiès et de Saint-Félix-de-Tournegat » (842 ha), couvrant 5 communes dont 3 dans l'Ariège et 2 dans l'Aude, et 
le « cours de l'Hers » (891 ha), couvrant 41 communes dont 32 dans l'Ariège, 7 dans l'Aude et 2 dans la Haute-Garonne
et deux ZNIEFF de type 2, : 
- l'« ensemble de coteaux au nord du Pays de Mirepoix » (9 691 ha), couvrant 17 communes dont 10 dans l'Ariège et 7 dans l'Aude[31] ;
- « l'Hers et ripisylves » (1 417 ha), couvrant 41 communes dont 32 dans l'Ariège, 7 dans l'Aude et 2 dans la Haute-Garonne[32].

Carte des ZNIEFF de type 1 et 2 à Lapenne.
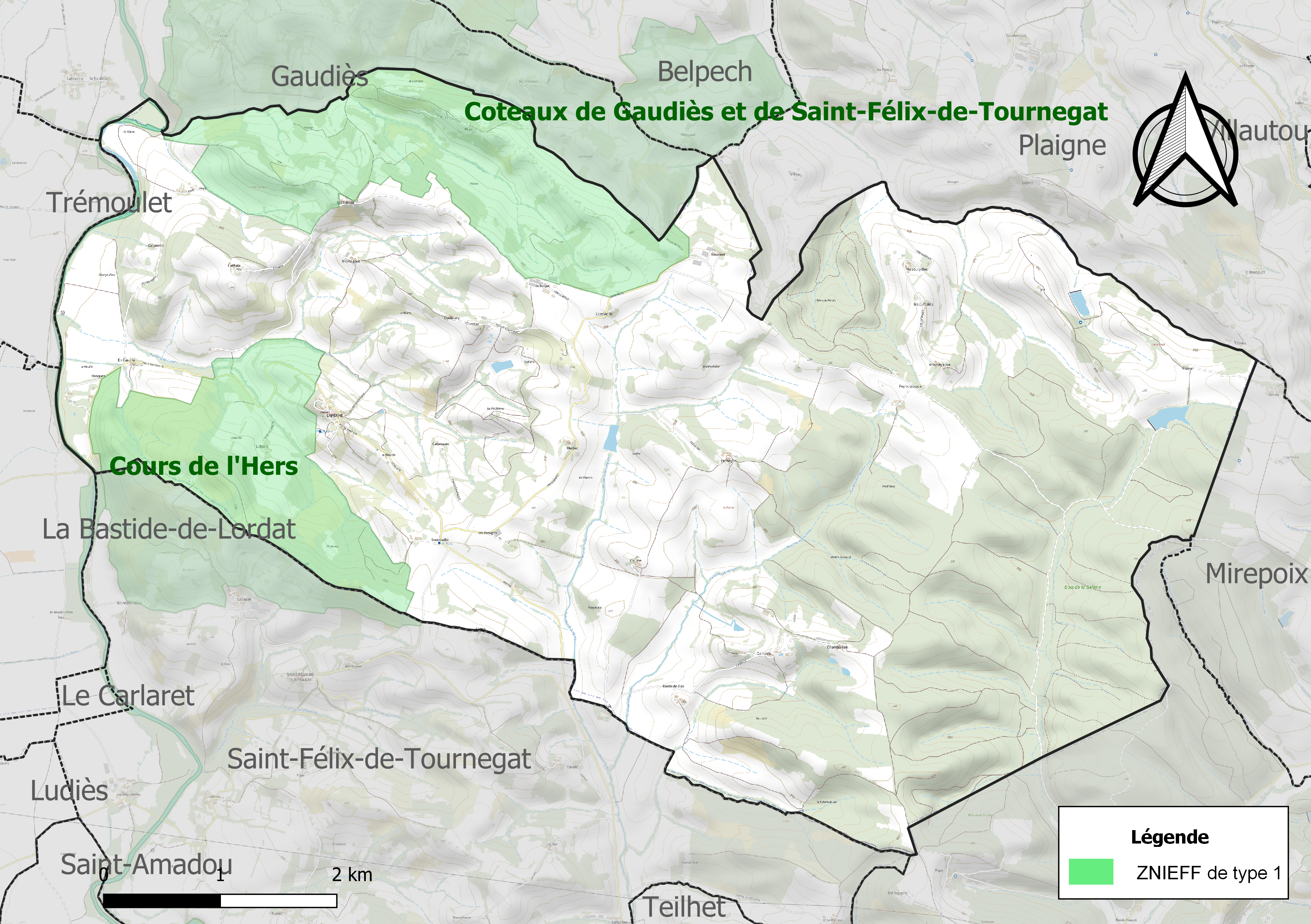
Carte des ZNIEFF de type 1 sur la commune.
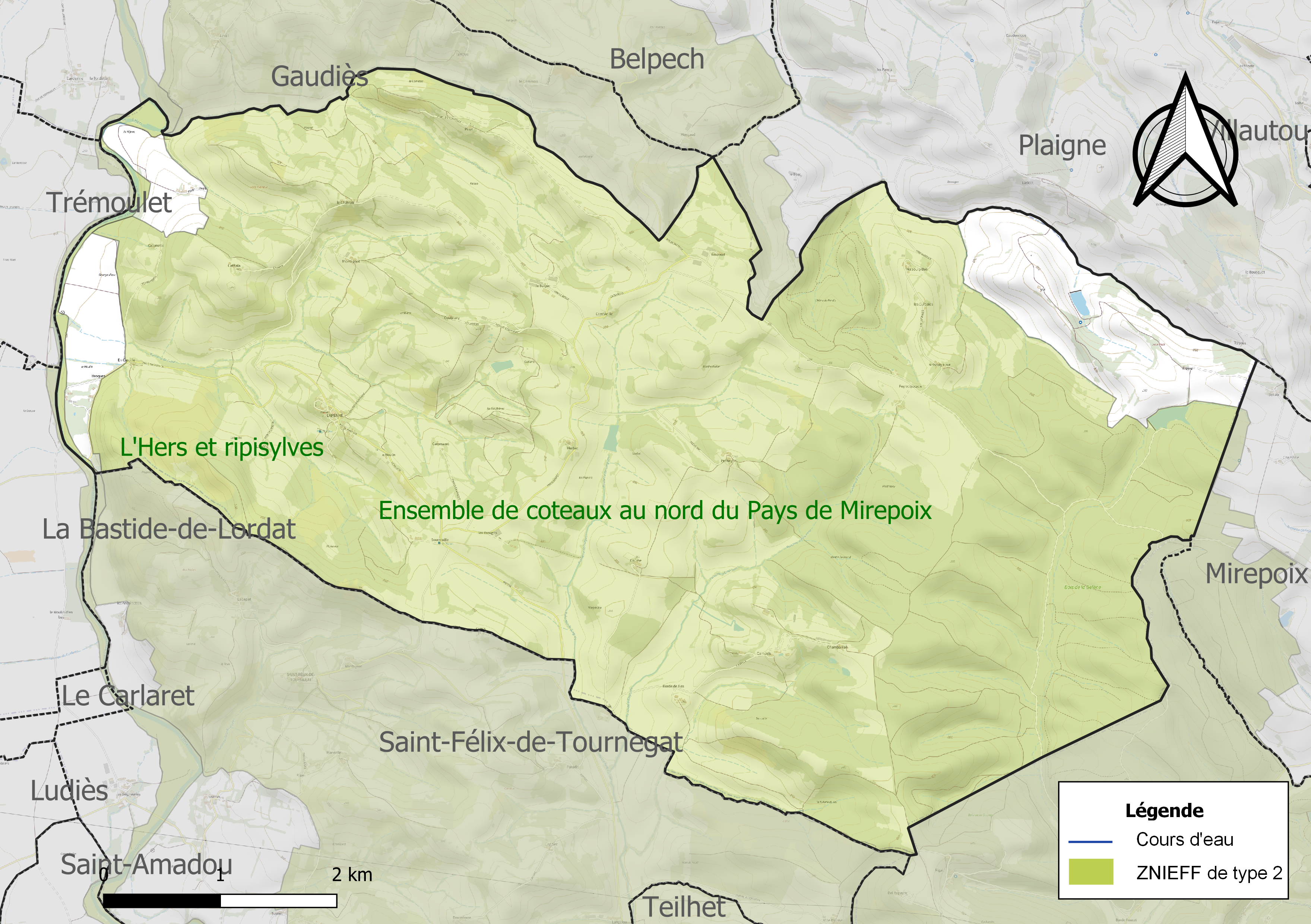
Carte des ZNIEFF de type 2 sur la commune.

## Urbanisme

### Typologie
Au 1er janvier 2024, Lapenne est catégorisée commune rurale à habitat très dispersé, selon la nouvelle grille communale de densité à 7 niveaux définie par l'Insee en 2022.
Elle est située hors unité urbaine. Par ailleurs la commune fait partie de l'aire d'attraction de Pamiers, dont elle est une commune de la couronne,. Cette aire, qui regroupe 52 communes, est catégorisée dans les aires de moins de 50 000 habitants,.

### Occupation des sols

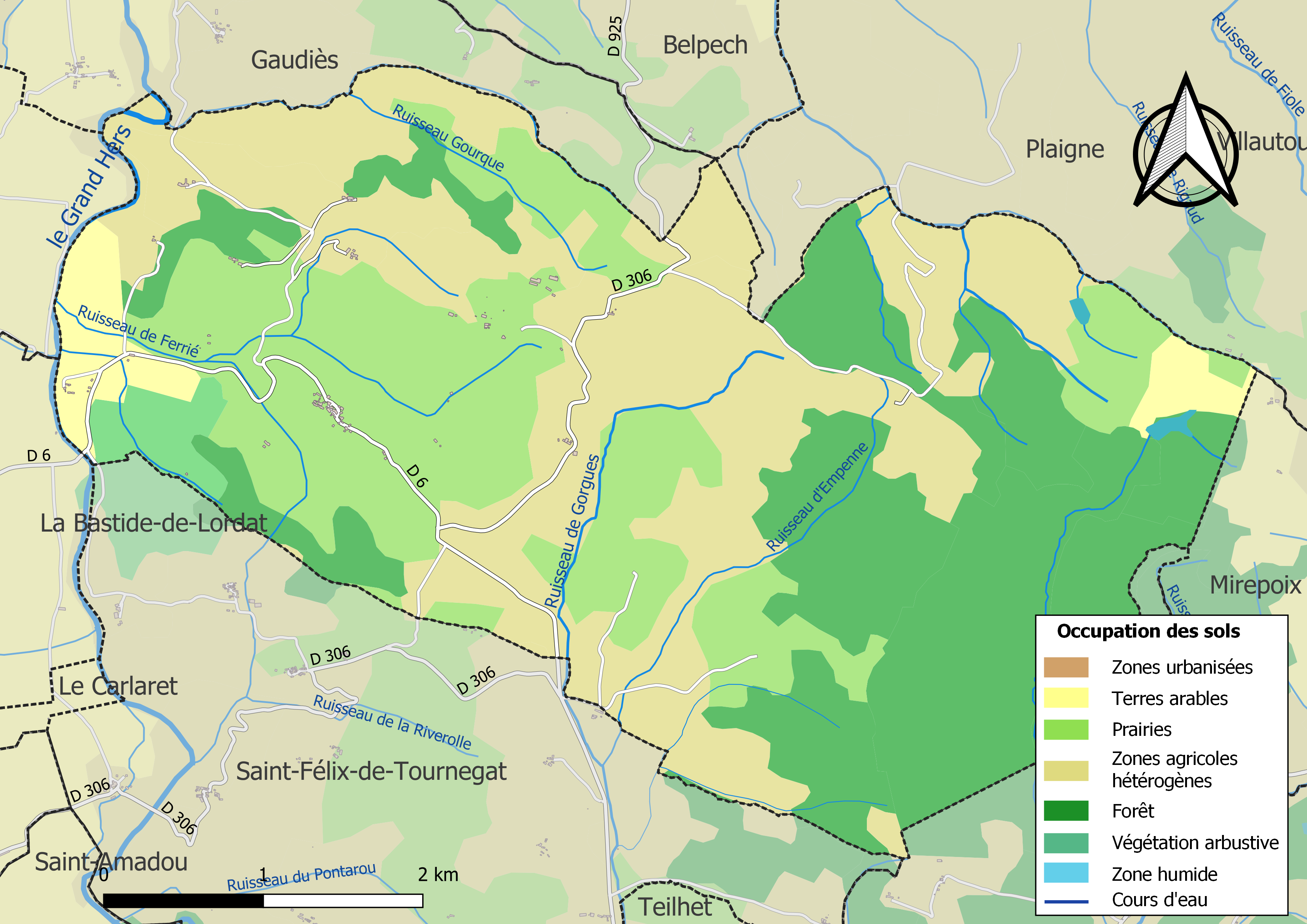
Carte des infrastructures et de l'occupation des sols de la commune en 2018 (CLC).

L'occupation des sols de la commune, telle qu'elle ressort de la base de données européenne d’occupation biophysique des sols Corine Land Cover (CLC), est marquée par l'importance des territoires agricoles (65,7 % en 2018), une proportion identique à celle de 1990 (65,7 %). La répartition détaillée en 2018 est la suivante : 
zones agricoles hétérogènes (35,2 %), forêts (32,6 %), prairies (26,7 %), terres arables (3,8 %), milieux à végétation arbustive et/ou herbacée (1,6 %). L'évolution de l’occupation des sols de la commune et de ses infrastructures peut être observée sur les différentes représentations cartographiques du territoire : la carte de Cassini (XVIIIe siècle), la carte d'état-major (1820-1866) et les cartes ou photos aériennes de l'IGN pour la période actuelle (1950 à aujourd'hui).

### Hameaux
Broques, Campels, Cathala, Château, Laborde Bas, Montagnol, Nabouly, Péchérie, Pery, Peyretraouade, Rouzaud, Sourrouillé, Vergé...

### Habitat et logement
En 2018, le nombre total de logements dans la commune était de 79, alors qu'il était de 69 en 2013 et de 72 en 2008.
Parmi ces logements, 24,6 % étaient des résidences principales, 63,8 % des résidences secondaires et 11,6 % des logements vacants. Ces logements étaient pour 94,9 % d'entre eux des maisons individuelles et pour 5,1 % des appartements.
Le tableau ci-dessous présente la typologie des logements à Lapège en 2018 en comparaison avec celle de l'Ariège et de la France entière. Une caractéristique marquante du parc de logements est ainsi une proportion de résidences secondaires et logements occasionnels (63,8 %) supérieure à celle du département (24,6 %) et à celle de la France entière (9,7 %). Concernant le statut d'occupation de ces logements, 93,3 % des habitants de la commune sont propriétaires de leur logement (76,5 % en 2013), contre 66,3 % pour l'Ariège et 57,5 % pour la France entière.
| Typologie                                               | Lapège | Ariège | France entière |
| ------------------------------------------------------- | ------ | ------ | -------------- |
| Résidences principales (en %)                           | 24,6   | 65,7   | 82,1           |
| Résidences secondaires et logements occasionnels (en %) | 63,8   | 24,6   | 9,7            |
| Logements vacants (en %)                                | 11,6   | 9,7    | 8,2            |

### Risques majeurs
Le territoire de la commune de Lapenne est vulnérable à différents aléas naturels : inondations, climatiques (grand froid ou canicule), feux de forêts, mouvements de terrains et séisme (sismicité faible). Il est également exposé à un risque technologique,  la rupture d'un barrage,.

#### Risques naturels

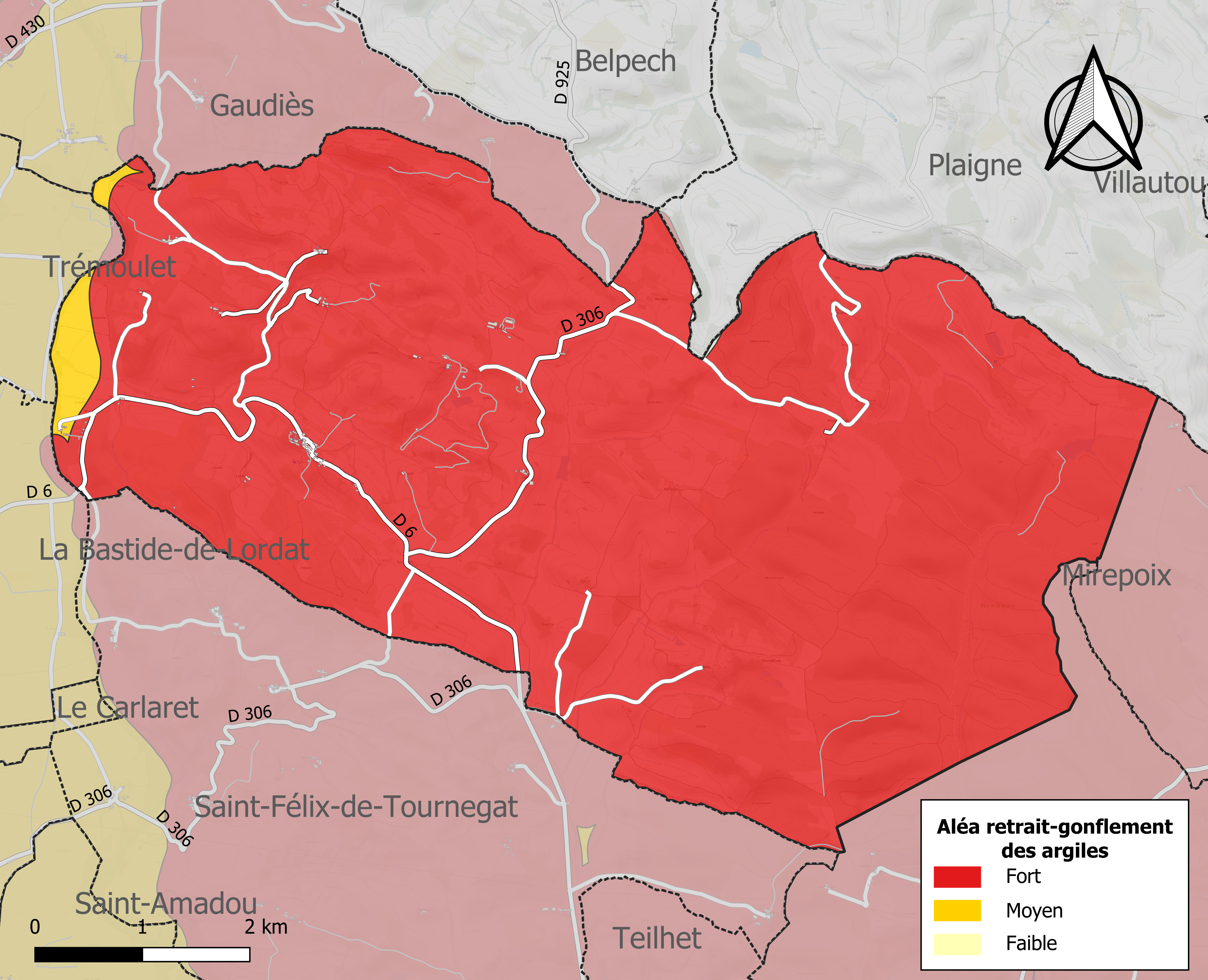
Zonage de l'aléa retrait-gonflement des argiles sur la commune de Lapenne.

Certaines parties du territoire communal sont susceptibles d’être affectées par le risque d’inondation par débordement, crue torrentielle d'un cours d'eau, ou ruissellement d'un versant.
Les mouvements de terrains susceptibles de se produire sur la commune sont soit des chutes de blocs, soit des glissements de terrains, soit des effondrements liés à des cavités souterraines, soit des mouvements liés au retrait-gonflement des argiles. Près de 50 % de la superficie du département est concernée par l'aléa retrait-gonflement des argiles, dont la commune de Lapenne. L'inventaire national des cavités souterraines permet par ailleurs de localiser celles situées sur la commune.

#### Risques technologiques
Dans le département de l’Ariège on dénombre cinq grands barrages susceptibles d’occasionner des dégâts en cas de rupture. La commune fait partie des 80 communes susceptibles d’être touchées par l’onde de submersion consécutive à la rupture d’un de ces barrages.

## Histoire
Lapenne est un site gallo-romain avec la découverte des restes d’un four de potier et le passage de la voie romaine.
Les Lévis-Mirepoix eurent la seigneurie, souvent citée sous le nom de La Penne ou de Pennes : cf. Thibaud de Lévis, seigneur de Montbrun et de Pennes (ou La Penne), fl. vers 1300.
En 1115, Bertrand de Lapenne donne au prieuré bénédictin Saint-Jean de Manses une partie des revenus de l’église Saint-Martin, alors située à l’est du village mais mentionnée en ruines sur la carte de Cassini à la fin du XVIIIe siècle ; elle est aujourd’hui disparue. C’est aussi le cas d’une église Saint-Pierre d’Alexandrie attestée, au nord-ouest du finage à la fin du XVe siècle.
En 1747, La Penne fut comprise dans le marquisat de Portes (à Manses), érigé pour François-Joseph de Portes de Paradeilhan, président au parlement de Toulouse. En 1836, le 4e marquis, Adolphe (1790-1852), député de l'Ariège, depuis pair de France (en 1845) et sénateur, soutint un procès contre la commune.

## Politique et administration

### Découpage territorial
La commune de Lapenne est membre de la communauté de communes du Pays de Mirepoix, un établissement public de coopération intercommunale (EPCI) à fiscalité propre créé le 31 décembre 2013 dont le siège est à Mirepoix. Ce dernier est par ailleurs membre d'autres groupements intercommunaux.
Sur le plan administratif, elle est rattachée à l'arrondissement de Pamiers, au département de l'Ariège, en tant que circonscription administrative de l'État, et à la région Occitanie.
Sur le plan électoral, elle dépend du canton de Mirepoix pour l'élection des conseillers départementaux, depuis le redécoupage cantonal de 2014 entré en vigueur en 2015, et de la deuxième circonscription de l'Ariège  pour les élections législatives, depuis le redécoupage électoral de 1986.

### Liste des maires
| Période                                  | Période  | Identité       | Étiquette | Qualité                    |
| ---------------------------------------- | -------- | -------------- | --------- | -------------------------- |
| avant 1995                               | 2008     | Pierre Chebson | DVD       |                            |
| mars 2008                                | En cours | Lucien Palmade |           | Retraité Fonction publique |
| Les données manquantes sont à compléter. |          |                |           |                            |

## Démographie
| 1793 | 1800 | 1806 | 1821 | 1831 | 1836 | 1841 | 1846 | 1851 |
| ---- | ---- | ---- | ---- | ---- | ---- | ---- | ---- | ---- |
| 605  | 603  | 691  | 686  | 691  | 744  | 750  | 731  | 810  |

| 1856 | 1861 | 1866 | 1872 | 1876 | 1881 | 1886 | 1891 | 1896 |
| ---- | ---- | ---- | ---- | ---- | ---- | ---- | ---- | ---- |
| 743  | 715  | 660  | 614  | 598  | 530  | 511  | 506  | 472  |

| 1901 | 1906 | 1911 | 1921 | 1926 | 1931 | 1936 | 1946 | 1954 |
| ---- | ---- | ---- | ---- | ---- | ---- | ---- | ---- | ---- |
| 385  | 364  | 384  | 394  | 299  | 291  | 275  | 290  | 253  |

| 1962 | 1968 | 1975 | 1982 | 1990 | 1999 | 2004 | 2006 | 2009 |
| ---- | ---- | ---- | ---- | ---- | ---- | ---- | ---- | ---- |
| 174  | 152  | 135  | 146  | 127  | 131  | 116  | 114  | 116  |

| 2014 | 2019 | 2022 | - | - | - | - | - | - |
| ---- | ---- | ---- | - | - | - | - | - | - |
| 129  | 120  | 120  | - | - | - | - | - | - |

## Économie

### Emploi
| Division       | 2008  | 2013   | 2018   |
| -------------- | ----- | ------ | ------ |
| Commune        | 9,6 % | 13,5 % | 8,7 %  |
| Département    | 8,9 % | 11,1 % | 11,2 % |
| France entière | 8,3 % | 10 %   | 10 %   |

En 2018, la population âgée de 15 à 64 ans s'élève à 71 personnes, parmi lesquelles on compte 76,8 % d'actifs (68,1 % ayant un emploi et 8,7 % de chômeurs) et 23,2 % d'inactifs,. En  2018, le taux de chômage communal (au sens du recensement) des 15-64 ans est inférieur à celui de la France et du département, alors qu'en 2008 la situation était inverse.
La commune fait partie de la couronne de l'aire d'attraction de Pamiers, du fait qu'au moins 15 % des actifs travaillent dans le pôle,. Elle compte 18 emplois en 2018, contre 18 en 2013 et 16 en 2008. Le nombre d'actifs ayant un emploi résidant dans la commune est de 49, soit un indicateur de concentration d'emploi de 36,4 % et un taux d'activité parmi les 15 ans ou plus de 51,9 %.
Sur ces 49 actifs de 15 ans ou plus ayant un emploi, 14 travaillent dans la commune, soit 29 % des habitants. Pour se rendre au travail, 79,2 % des habitants utilisent un véhicule personnel ou de fonction à quatre roues, 10,4 % s'y rendent en deux-roues, à vélo ou à pied et 10,4 % n'ont pas besoin de transport (travail au domicile).

### Activités hors agriculture
11 établissements sont implantés  à Lapenne au 31 décembre 2019.
Le secteur des autres activités de services est prépondérant sur la commune puisqu'il représente 27,3 % du nombre total d'établissements de la commune (3 sur les 11 entreprises implantées  à Lapenne), contre 8,8 % au niveau départemental.

### Agriculture
La commune fait partie de la petite région agricole dénommée « Coteaux de l'Ariège ». En 2010, l'orientation technico-économique de l'agriculture  sur la commune est la polyculture et le polyélevage.
|                                   | 1988 | 2000 | 2010 |
| --------------------------------- | ---- | ---- | ---- |
| Exploitations                     | 22   | 20   | 12   |
| Superficie agricole utilisée (ha) | 947  | 946  | 689  |

Le nombre d'exploitations agricoles en activité et ayant leur siège dans la commune est passé de 22 lors du recensement agricole de 1988 à 20 en 2000 puis à 12 en 2010, soit une baisse de 45 % en 22 ans. Le même mouvement est observé à l'échelle du département qui a perdu pendant cette période 48 % de ses exploitations. La surface agricole utilisée sur la commune a également diminué, passant de 947 ha en 1988 à 689 ha en 2010. Parallèlement la surface agricole utilisée moyenne par exploitation a augmenté, passant de 43 à 57 ha.

## Culture locale et patrimoine

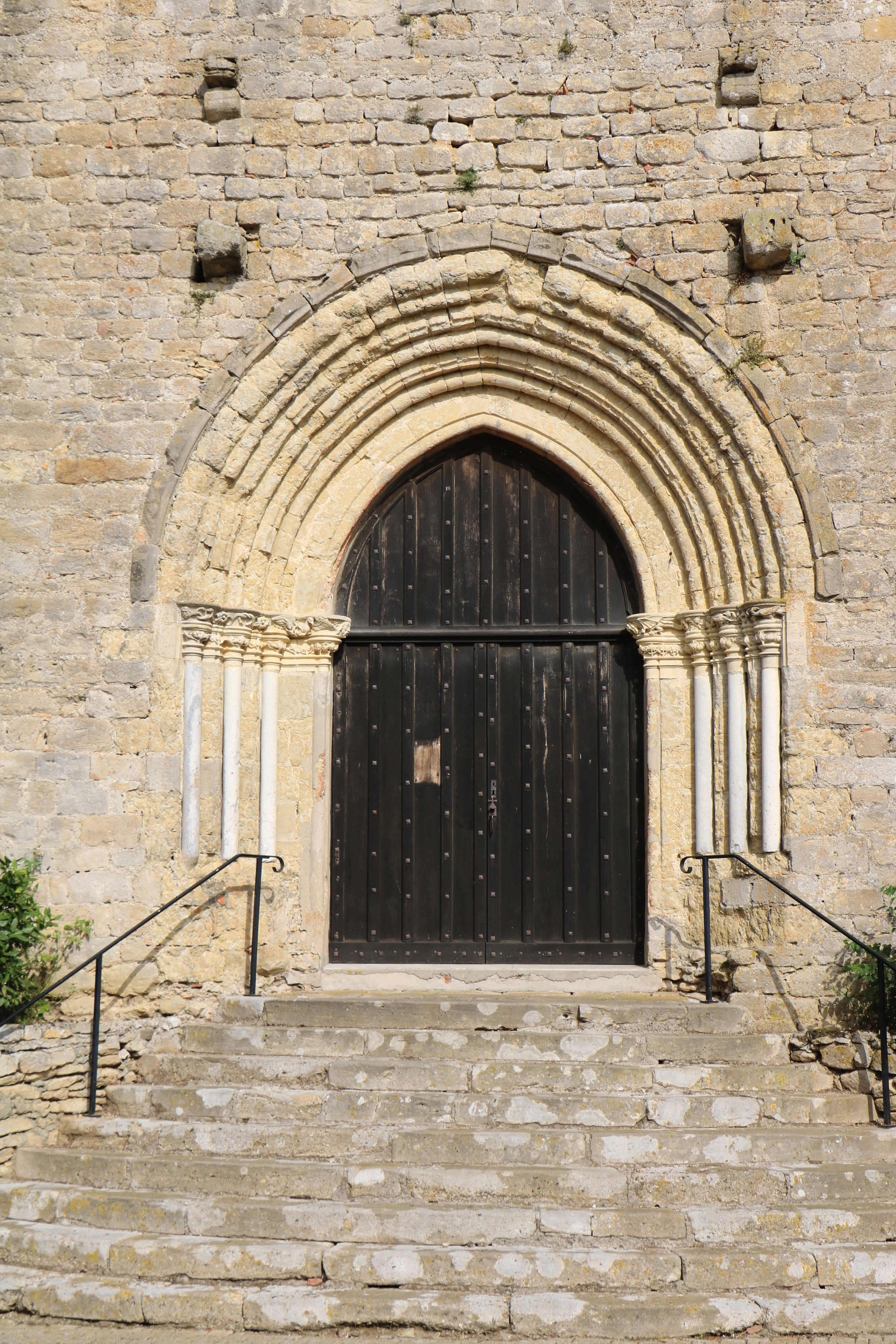
Le porche de l'église.

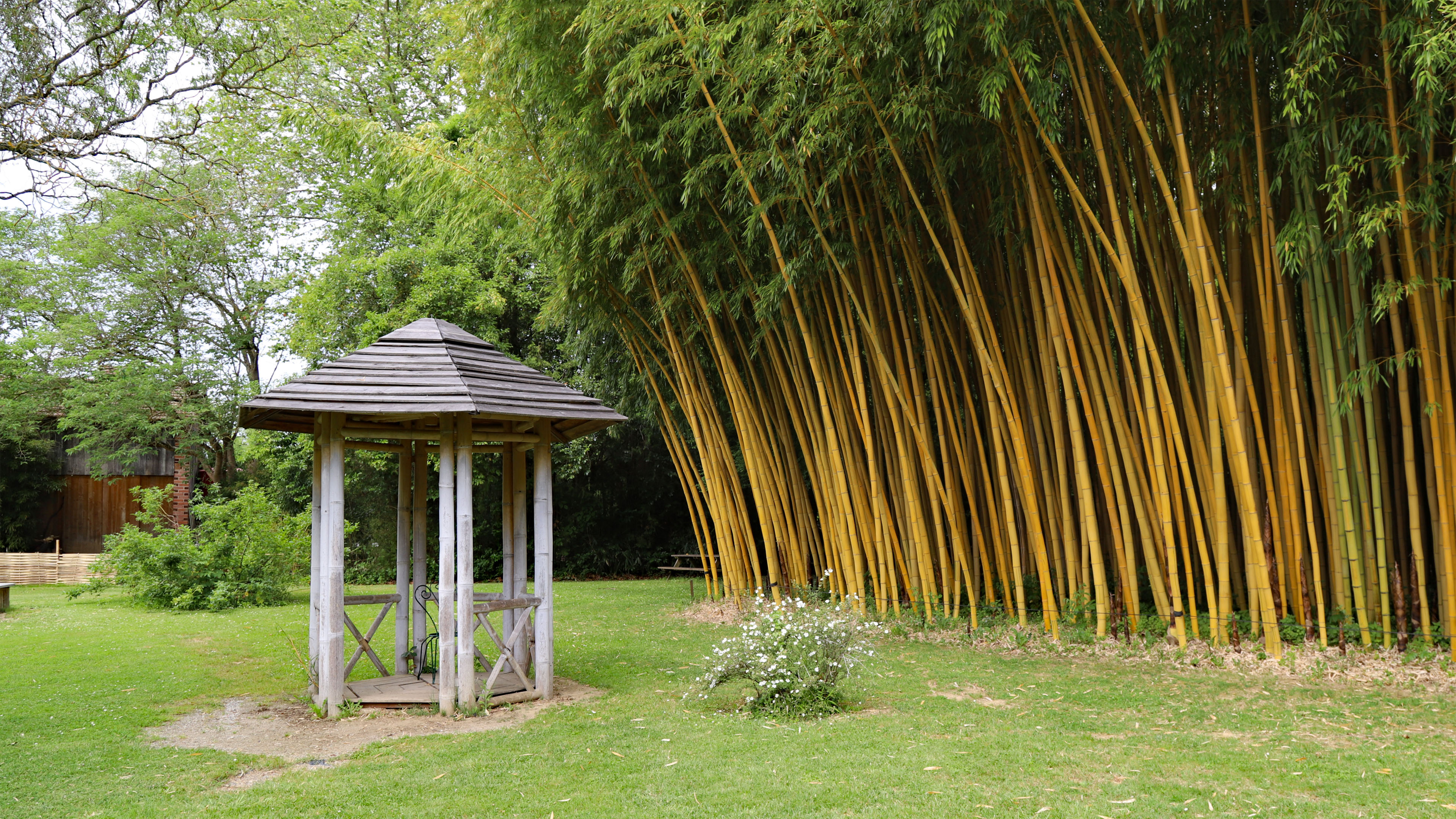
Le Parc aux Bambous.

### Lieux et monuments
- Église Saint-Jean-Baptiste de Lapenne (XIIe – XVe siècles), classée en 1921.
- Le Parc aux Bambous, parc botanique consacré aux bambous, installé depuis 2001 au bord de l'Hers, et bénéficiaire du label Jardin remarquable depuis 2006.
- La ferme aux bisons sur 70 hectares, qui reçoit également des yacks, des wapitis, des daims, des cerfs.. également mini-ferme et ferme-auberge...

### Héraldique
| Blason de Lapenne | Blason  | De gueules au pal flamboyant d'or.               |
| Blason de Lapenne | Détails | Le statut officiel du blason reste à déterminer. |

## Pour approfondir